# Burggathagens naturreservat
Burggathagens naturreservat är ett naturreservat  i Bäls socken i Region Gotland på Gotland.
Området är naturskyddat sedan 2017 och är 62 hektar stort. Reservatet består av barrskogar och sumpskogar av gran och ädellövträd.